# Léon Denuelle

Léon Denuelle

Charles Léon Denuelle, später Comte de la Plaigne, ab 1814 Graf von Luxburg (* 15. Dezember 1806 in Paris; † 15. April 1881 in Pontoise, Département Val-d’Oise) war der erste Sohn Napoleons und seiner Mätresse Éléonore Denuelle.

## Leben
Als Léon am 15. Dezember 1806 geboren wurde, war Vater Napoleon alles andere als überzeugt von seiner Vaterschaft, wusste er doch ganz genau, dass noch einige Männer mehr als Erzeuger in Betracht kamen. Léons Mutter, Éléonore Denuelle, wurde Napoleon von seiner eigenen Schwester zugeführt. Sie war sich der Folgen bewusst, die ein Abweisen von Napoleons Werben nach sich gezogen hätte, und ertrug die Zeit mit dem Kaiser, indem sie die Uhr um ein oder zwei Stunden vorstellte.
Eleonore jedoch blieb ihr Leben lang der Aussage treu, dass Napoleon der Vater von Léon war. Allerdings ließ der große Feldherr sich dadurch nicht erweichen: Als Eleonore vorschlug, den Sohn nach ihm zu benennen, gestattete er es nicht, dass der Junge auf den Namen Napoleon getauft wurde, sondern nur, dass er nach der zweiten Hälfte seines Namens, Léon benannt wurde. Jedoch erhob er den vermeintlichen Sohn in den Grafenstand zum Comte de la Plaigne und sicherte ihn finanziell ab, ohne ihn freilich als Sohn anzuerkennen. Zu Eleonore brach er allerdings jeglichen Kontakt ab, nachdem er ihr zuvor allerdings ebenfalls den Namenszusatz „de la Plaigne“ verliehen hatte.
Der junge Léon war oft Gast bei seiner Großmutter Letizia Bonaparte, die 1815 zeitweise sogar sein Vormund wurde, und auch sein Vater hinterließ Léon testamentarisch 72.000 Francs. Ob er sie jemals erhielt, ist fraglich. Allerdings spricht auch dieses Indiz dafür, dass Léon der Sohn Napoleons war. Daran ließ zudem die spätere Ähnlichkeit keinen Zweifel. Dennoch hätten die Unterschiede zwischen den beiden nicht größer sein können: Léon war zeit seines Lebens arbeitsscheu und verschwenderisch.
Am 23. Mai 1814 heiratete seine Mutter in dritter Ehe Graf Karl August von Luxburg, der den gerade 7-jährigen Léon adoptierte. Als Graf von Luxburg erwarb Léon später ein Schloss in Edingen-Neckarhausen, ganz in der Nähe des Wohnorts seines Adoptivvaters, der inzwischen Intendant des Mannheimer Nationaltheaters geworden war. Léon lebte 1823/1824 in Mannheim, wo auch seine Mutter und Stéphanie de Beauharnais, die Adoptivtochter seines Vaters, wohnten. In Heidelberg begann er ein Studium, das er bald wieder aufgab. Sein ausschweifendes Studentenleben sowie mehrere waghalsige Unternehmungen (beispielsweise der Bau von Unterseebooten) erhöhten seinen Schuldenberg. Auch der Sprung in die Selbständigkeit als Tintenfabrikant und Kanalbauunternehmer gelang nicht. 1839 wurde sein Schloss zwangsversteigert. Léon trat in die Armee ein und stieg zum Bataillonschef auf, wurde jedoch bald wegen Ungehorsams entlassen. Sein Versuch, Priester zu werden, scheiterte an der Weigerung des Papstes. Seine Spielsucht und sein Hang zu kostspieligen Frauen trieben ihn bald an den Rand des Ruins, obwohl er über ein großes Erbe und finanzielle Zuwendungen von seinem Halbbruder Alexandre Colonna-Walewski und seiner Großmutter verfügte. Nachdem er seine eigene Mutter verklagen wollte, um an Geld zu kommen, musste er für zwei Jahre in ein Schuldgefängnis. Nach seiner Entlassung lebte er zeitweise im Obdachlosen-Asyl.
Die Revolution 1848 brachte Léon ein neues Betätigungsfeld: die Politik. Er schloss sich den Sozialisten an, erklärten Feinden seines eigenen Vetters Louis Napoleon Bonaparte, des späteren Napoleon III., der Léon nach einer Prügelei in London, welcher ein Erpressungsversuch Léons zugrunde lag, finanziell unterstützte. In dieser Zeit trat Léon lediglich unter dem Geburtsnamen seiner Mutter als Léon Denuelle auf, während seine Kinder später den eigentlichen Namen in französischer Schreibweise als Comte de Luxbourg weiterführten.
Später lebte Léon zeitweise in England, Deutschland und Italien, bevor er sich mit seiner Frau Françoise Fanny Jonet, mit der er fünf Kinder hatte, nach Pontoise zurückzog. Dort starb er am 15. April 1881. Sein Enkel Charles de Luxbourg (1911–1995), der eine Tochter hinterließ, war der letzte männliche Nachkomme dieser Linie der Bonapartes.